# Sauveterre (Gard)
 Sauveterre  es una población y comuna francesa, situada en la región de Languedoc-Rosellón, departamento de Gard, en el distrito de Nimes y cantón de Roquemaure.

## Demografía
| 762 | 913 | 911 | 1159 | 1378 | 1696 |
| Para los censos de 1962 a 1999 la población legal corresponde a la población sin duplicidades (Fuente: INSEE [Consultar]) |     |     |      |      |      |